# Медаль «Гарибальди»
Медаль «Гарибальди» или «Гарибальдийская звезда» — учреждена ЦК Коммунистической партии Италии для награждения ветеранов гарибальдийских бригад за заслуги и личное мужество, проявленные во время Второй мировой войны.

## Описание медали
Медаль изготавливалась из бронзы и имела форму пятиконечной звезды, размером 35,5 X 35,5 мм. Лучи звезды двугранные, полированные с обеих сторон.
На лицевой стороне медали, в центре звезды в круге помещено барельефное изображение национального героя Италии — Джузеппе Гарибальди в профиль, повернутое в левую сторону.
На оборотной стороне медали надписи: по окружности — «GUERRA DI LIBERAZIONE NAZIONALE», в центре — «BRIGATE GARIBALDI» и внизу дата «1943-1945» («Война за национальное освобождение — Бригады Гарибальди 1943—1945»). Все надписи на медали выпуклые.
На верхнем луче медали имеется ушко для прикрепления с помощью кольца к колодке с лентой.
- Диплом о награждении медалью

## Награждённые
- Абдуллаев, Насиб Юсиф оглы — партизан Великой Отечественной войны, участник Итальянского Сопротивления, разведчик из бригады «Фиамме Верди».
- Алмакаев (Харисов) Муса Харисович — участник Итальянского Сопротивления, партизан отряда Марио Ричи (Армандо), ранен 21.01.44.
- Багиров, Мамед Самед оглы — советский лейтенант, участник Итальянского Сопротивления, пулемётчик партизанского отряда «Убальдо Фантаччи».
- Бадюк Степан Антонович — участник Итальянского Сопротивления, партизан отряда Умберто Риччи.
- Байдиков Яков Минаевич — участник Итальянского Сопротивления, партизан батальона Киров.
- Беляев Фёдор Григорьевич — участник Итальянского Сопротивления, участник Сталинградской битвы.
- Богатов Алексей Сергеевич — участник Итальянского Сопротивления, партизан 2-й дивизии Феличе Кашоне 5 бригада или 6-й дивизии Сильвио Бонфанте 3 бригада [газета l’Unita от 1966 г.]
- Бюльбюль — азербайджанский певец.
- Георгадзе Николай Соломонович — участник Итальянского Сопротивления, партизан 80-й Гарибальдийской бригады Микеланджело Перольо. [газета l’Unita от 1966 г.[1]]
- Гиоев Александр Борисович — участник Итальянского Сопротивления, партизан 36-й гарибальдийской бригады имени Аллесандро Бьянкончини [газета l’Unita от 1966 г.].
- Дрогавцев Николай Владимирович — участник Итальянского Сопротивления, партизан бригады Капеттини отряда Анджело. [газета l’Unita от 1966 г.]
- Егоров, Алексей Семёнович — партизан Великой Отечественной войны, Герой Советского Союза
- Егоров, Пётр Васильевич — участник обороны Севастополя, участник Итальянского Сопротивления[2]
- Жилкин Александр Семенович — участник Итальянского Сопротивления, партизан дивизии Пинан Чикеро, отряда Кастильоне бригады Оресте. [газета l’Unita от 1966 г.]
- Жуков, Георгий Константинович — Маршал Советского Союза, четырежды Герой Советского Союза
- Иванов, Иван Иванович — участник Итальянского Сопротивления, уроженец Белгородской области[3]
- Исаев, Тахир Исрафил оглы — участник Итальянского Сопротивления, азербайджанец
- Капустин Борис Фёдорович — единственный в Магнитогорске кавалер Гарибальдийской звезды, участник Итальянского Сопротивления, партизан дивизии Пинан Чикеро, бригады Арцани, отряд Ченцо.
- Ковпак, Сидор Артемьевич — генерал-майор, командир партизанских соединений, государственный и общественный деятель, дважды Герой Советского Союза.
- Кондуков Федор Трофимович — участник Итальянского Сопротивления, партизан 3-я бригады Хори 3-я гарибальдийской дивизии Чикеро. [газета l’Unita от 1966 г.]
- Кравченко, Фёдор Иосифович — майор, участник Итальянского Сопротивления
- Литовко, Виталий Иванович — участник Итальянского Сопротивления, командир батальона им. Чапаева[a], сформированного из граждан СССР в составе дивизии Гарибальди «Фриули»[6].
- Матиашвили Шалва — участник Итальянского Сопротивления, партизан отряда Марио Ричи (Армандо). [газета l’Unita от 1966 г.]
- Меджидов, Шахбаба Ягуб оглы — советский солдат, участник Итальянского Сопротивления, азербайджанец.
- Мельников Юрий Михайлович — участник Итальянского Сопротивления, партизан XI зоны, бригада Марчелло Гарози. [газета l’Unita от 1966 г.]
- Мирзоев, Авез Фарзалы оглы — советский солдат, участник Итальянского Сопротивления[7].
- Мосулишвили, Форе Николаевич — Золотой медалью «За воинскую доблесть» (итал. Medaglia d’oro al valor militare от 28.02.1970 г. посмертно), старшина Красной Армии, участник Итальянского Сопротивления, Герой Советского Союза от 1990 г.
- Мунджишвили , Шалва (Сальваторе) — советский солдат, участник Итальянского Сопротивления.
- Никифоренко Дмитрий Макарович — участник Итальянского Сопротивления, партизан 62-й гарибальдийской бригады. [газета l’Unita от 1966 г.]
- Орлов Николай Иосифович — участник Итальянского Сопротивления, партизан 36-й гарибальдийской бригады имени Аллесандро Бьянкончини[8] .
- Прошин Николай Иванович — участник Итальянского Сопротивления, партизан, командир автономного русского отряда.
- Радостев Андрей Николаевич — участник Итальянского Сопротивления, партизан дивизии Чикеро. [газета l’Unita от 1966 г.]
- Ткачев Александр Степанович — участник Итальянского Сопротивления, командир интернациональной бригады «Слава» [газета l’Unita от 1966 г.]
- Папазян Сетрак Аршакович — советский солдат, участник Итальянского Сопротивления
- Переладов, Владимир Яковлевич — советский офицер, участник Итальянского Сопротивления, командир русского ударного батальона
- Петухов, Николай Николаевич — советский солдат, участник Итальянского Сопротивления.
- Побережник, Семён Яковлевич — советский разведчик-нелегал[прояснить]
- Полетаев, Фёдор Андрианович — Золотой медалью «За воинскую доблесть» (итал. Medaglia d’oro al valor militare от 16.03.1947 г. посмертно), советский солдат, Герой Советского Союза от 26.12.1962 г.
- Сеидов, Мирдамат Агамир оглы — участник Итальянского Сопротивления, азербайджанец
- Сорокин Сергей Николаевич — младший лейтенант, командир русско-славянской группы 8-й партизанской бригады имени Дж. Гарибальди, уроженец села Большая Гнилуша (ныне — Лозовое Верхнемамонского района Воронежской области)[9]
- Суслов, Иван Михайлович — партизан Великой Отечественной войны, участник Итальянского Сопротивления, кавалер ордена Славы
- Тарасов, Анатолий Макарович — советский солдат, участник Итальянского Сопротивления, комиссар русского ударного батальона
- Худейнатов, Мамед Камал оглы — советский солдат, участник Итальянского Сопротивления, азербайджанец[10].
- Чубаров Иван Илларионович — участник Итальянского Сопротивления, партизан 62-й, 144-й гарибальдийской бригады Луиджи Эванджелиста. [газета l’Unita от 1966 г.]
- Шахвердиев, Мирза Агабаба оглы — советский солдат, участник Итальянского Сопротивления, азербайджанец[10].